# 3e régiment de marche (1870)
Pour les articles homonymes, voir 3e régiment.
Le 3e régiment d'infanterie de marche (ou 3e régiment de marche) est un régiment d'infanterie français, qui a participé à la guerre franco-allemande de 1870.

## Création et différentes dénominations
- 15 août 1870 : formation du 3e régiment d'infanterie de marche
- septembre 1870 : capitulation

## Historique
Le régiment est formé le 15 août 1870 au camp de Châlons, par regroupement des IVe bataillons des 40e, 62e et 64e régiments d'infanterie de ligne. Il est constitué de jeunes soldats (classe 1869) et de réservistes rappelés, tous peu entraînés, avec un effectif de cadres réduit.
Il est rattaché à la 2e division (général Lacretelle) du 12e corps de l'Armée de Châlons,. Il combat lors de la bataille de Sedan. Le 31 août à partir de 9 h, les 3e et 4e régiments de marche, formant la brigade du général Marquisan, tiennent les hauteurs de Daigny puis se replient le 1er septembre 1870 à 1 h sur le bois de la Garenne, puis rejoignent Sedan à 3 h. Le IIIe bataillon (ex-IVe bataillon du 64e de ligne, commandant Moch), coupé du reste de sa brigade, forme un point de résistance devant Balan avant de se replier vers Sedan après des pourparlers. Toute l'Armée de Châlons doit capituler le 2 septembre 1870 sur ordre de l'empereur Napoléon III.